# Цилиндър (шапка)
 Тази статия е за част от облеклото.  За геометричното тяло вижте Цилиндър.  
Цилиндър (на немски: Zylinder) е мъжка твърда шапка, много популярна през XIX век.
Тя е висока, с форма на цилиндър. Първият цилиндър е изработен през 1797 година, но широка популярност получава през 1820-те. Първият сгъваем цилиндър е изработен във Франция през 1823 година.
Цилиндърът се превръща в символ на висшата класа. Обикновено се изработва на ръка от изкусни шапкари, което оскъпява неговата изработка. Средната класа предпочита бомбетата и меките шапки борсалино, които са по-удобни и подходящи за градската атмосфера.
В края на XIX век неговото използване значително намалява, а към края на Първата световна война излиза напълно от употреба. Успява да се задържи още няколко години в средата на политиците и дипломатите, но постепенно е изместен от меките шапки.
По време на социализма, особено в СССР, цилиндърът се асоциира с крупния капитал и буржоазията, затова в много политически плакати е противопоставен на работника с каскет. Капиталистът с цилиндър става предмет на насмешки, сатирици и карикатуристи го осмиват в творбите си. Този стил продължава до 1950-те.
Днес цилиндърът се изполва само при много специфични тържествени случаи (най-вече за следване на традициите), както и от илюзионистите за правене на фокуси.